# Cook Islands Sports and National Olympic Committee
Das Cook Islands Sports and National Olympic Committee ist das Nationale Olympische Komitee der Cookinseln.

## Geschichte
Das NOK wurde 1986 gegründet und im selben Jahr vom IOC anerkannt. Sein Hauptquartier befindet sich in Avarua, der Hauptstadt des Landes, auf der Insel Rarotonga.